# Mostra de Venise 1951
La Mostra de Venise 1951 — ou la 12e édition de la Mostra de Venise ou encore la 12e édition du Festival international du film de Venise (en italien : 12ª edizione della Mostra internazionale d'arte cinematografica) — est un festival de cinéma international qui s'est tenu à Venise en Italie du 20 août au 10 septembre 1951.

## Jury
- Mario Gromo (président, Italie), Antonio Baldini (Italie), Ermanno Contini (Italie), Fabrizio Dentice (Italie), Piero Gadda Conti (Italie), Vinicio Marinucci (Italie), Gian Gaspare Napolitano (Italie), Gian Luigi Rondi (Italie), Giorgio Vigolo (Italie).

## Palmarès
- Lion d'or pour le meilleur film : Rashōmon d'Akira Kurosawa
- Coupe Volpi de la meilleure interprétation masculine : Jean Gabin pour La nuit est mon royaume de Georges Lacombe
- Coupe Volpi de la meilleure interprétation féminine : Vivien Leigh pour Un tramway nommé désir (A Streetcar Named Desire) d'Elia Kazan